# Poʻlat Habibullayev
Poʻlat Qirgʻizboyevich Habibullayev (ros. Пулат Киргизбаевич Хабибуллаев, Pułat Kirgizbajewicz Chabibułłajew; ur. 14 października 1936 w kołchozie im. Lenina k. Asaki, zm. 7 lutego 2010 w Taszkencie) – radziecki i uzbecki naukowiec, fizyk jądrowy, przewodniczący Prezydium Rady Najwyższej Uzbeckiej SRR w latach 1988–1989.

## Życiorys
W 1960 skończył Środkowoazjatycki Uniwersytet Państwowy, w 1964 został kandydatem nauk fizyczno-matematycznych w Moskwie. 1958–1960 kierownik katedry "Podstawy Fizyki" Państwowego Instytutu Pedagogicznego w Taszkencie, 1972–1975 rektor Instytutu Bawełny w Andiżanie, 1975–1978 kierownik Wydziału Nauki i Edukacji KC Komunistycznej Partii Uzbekistanu, 1978–1984 wiceprzewodniczący Akademii Nauk Uzbeckiej SRR i równocześnie dyrektor Instytutu Fizyki Jądrowej (do 1988), od 1989 kierownik Wydziału Termo-Fizyki Akademii Nauk Uzbeckiej SRR, 1992–1994 kierownik katedry optyki Narodowego Uniwersytetu Uzbekistanu. 1994–2002 przewodniczący Państwowego Komitetu Nauki i Techniki Republiki Uzbekistanu, 2002-2006 dyrektor Centrum nauki i Technologii przy Radzie Ministrów Republiki Uzbekistanu, następnie do śmierci kierownik Wydziału Termo-Fizyki Akademii Nauk Republiki Uzbekistanu. Od 1984 członek korespondent Akademii Nauk ZSRR. 1988-1989 przewodniczący Prezydium Rady Najwyższej Uzbeckiej SRR i równocześnie zastępca przewodniczącego Prezydium Rady Najwyższej ZSRR. Deputowany do Rady Najwyższej ZSRR 11 kadencji.
Autor ponad 500 prac naukowych i 15 książek, głównie z dziedziny badań nad promieniotwórczością. Dwukrotny zdobywca Złotego Medalu Światowej Organizacji Własności Intelektualnej.

## Odznaczenia
- Order Czerwonego Sztandaru Pracy (dwukrotnie)
- Order „Znak Honoru”